# Katrinelunds naturreservat
Katrinelunds naturreservat är ett naturreservat i Sala kommun i Västmanlands län.

Området är naturskyddat sedan 2019 och är 100 hektar stort. Reservatet ligger strax norr om Sala och består av barrskog med inslag av lövträd. I sydöstra delen av reservatet finns ett vattenfyllt före detta kalkbrott - en rest efter tidigare kalkbrytning.

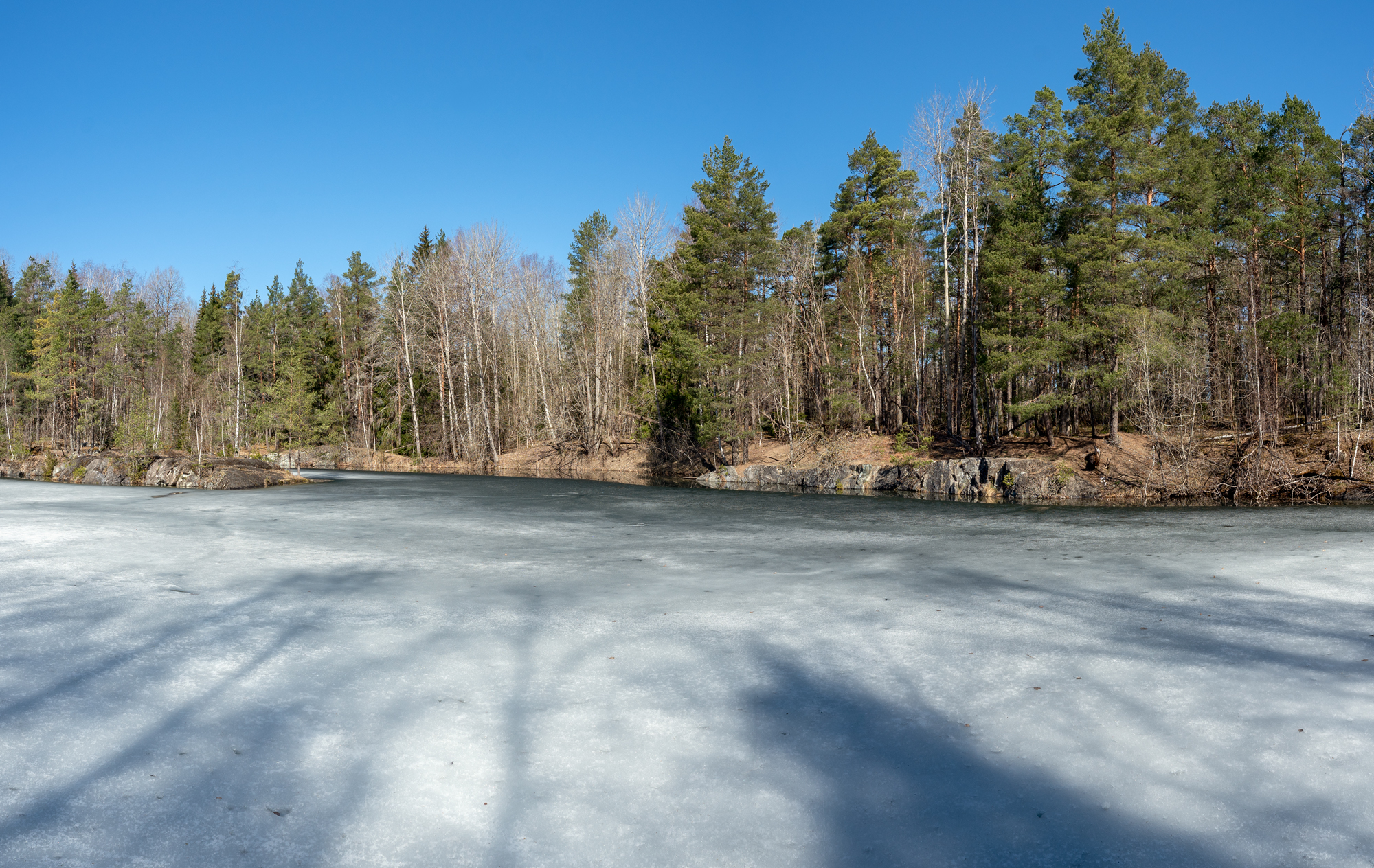
Vattenfyllt f.d. kalkbrott.
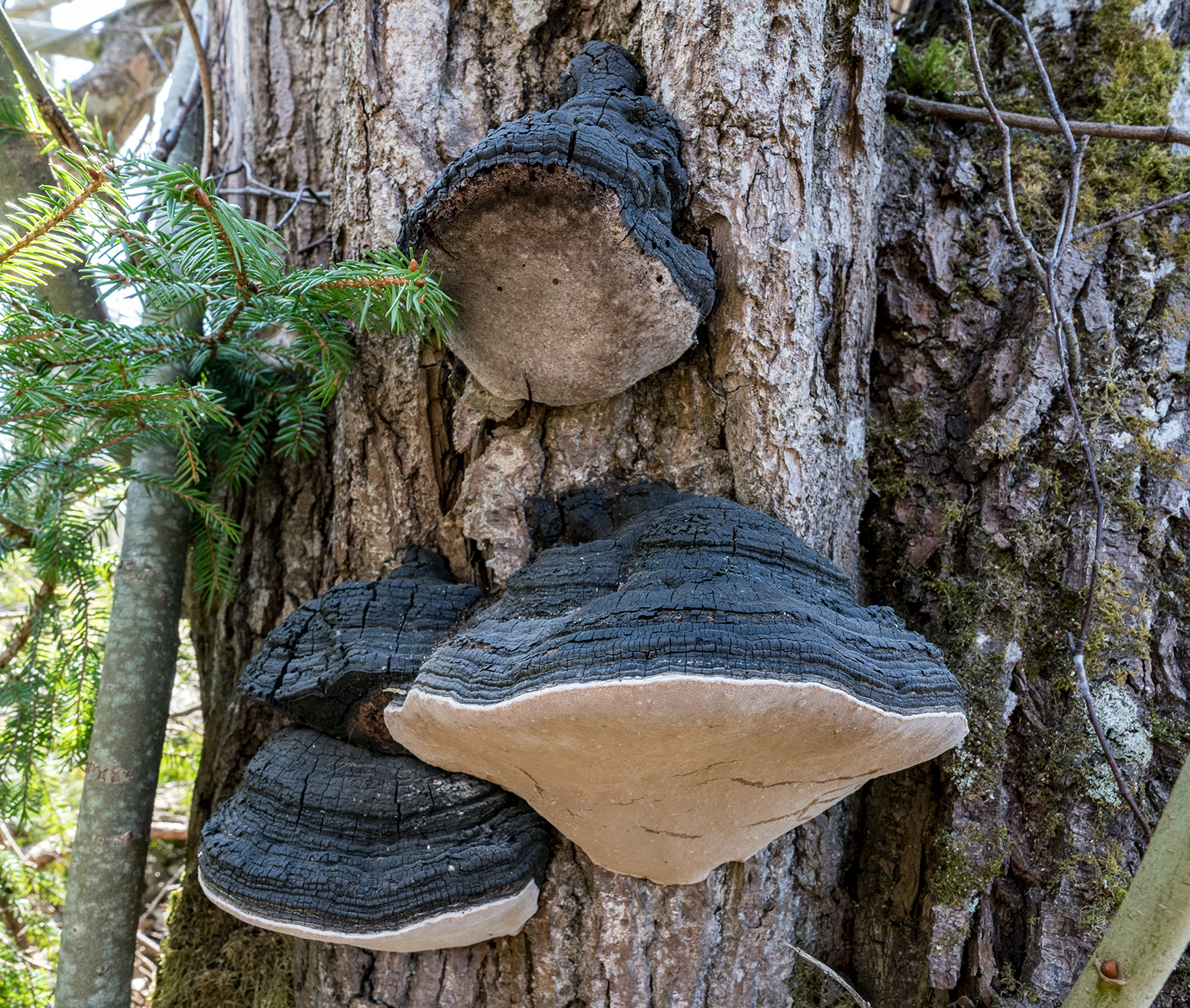
Asptickan är relativt vanlig i reservatet.